# Demirkapijská soutěska

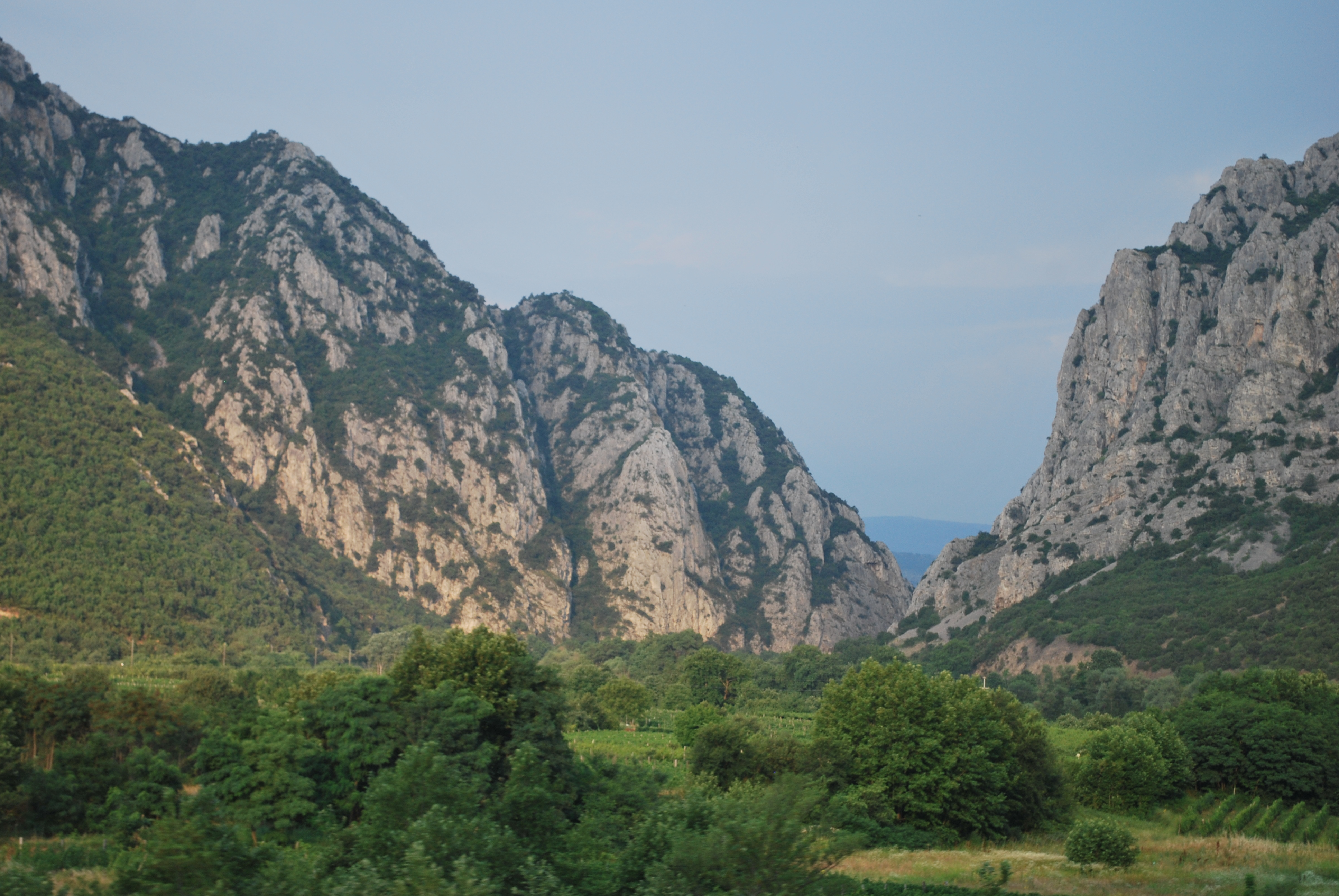
Pohled na skály soutěsky.

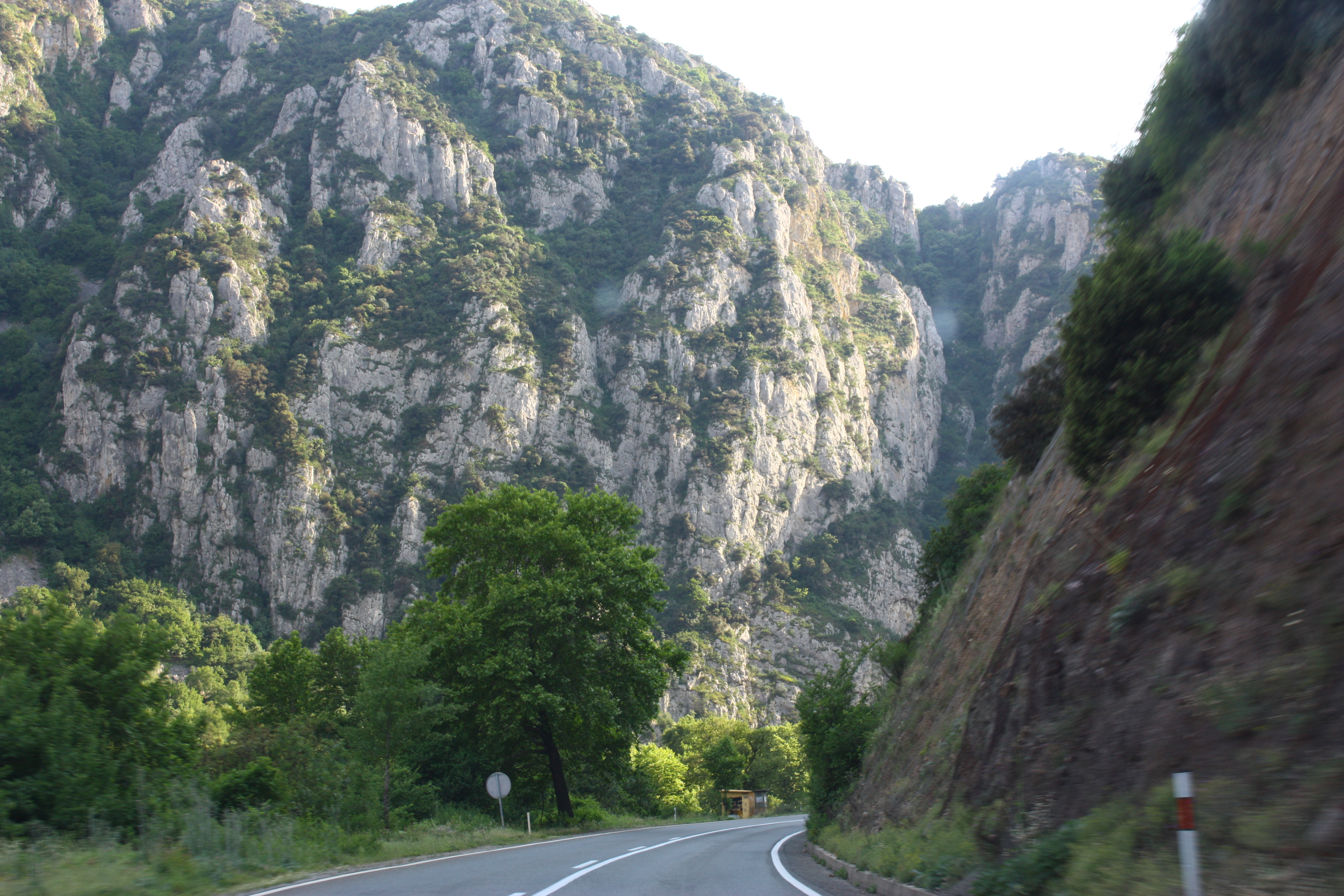
Silnice vedená soutěskou.

Demirkapijská soutěska (makedonsky Демиркаписка Клисура) se nachází v centrální části Severní Makedonie, jižně od města Demir Kapija. Název má podle tohoto města; pochází z turečtiny a znamená doslova Železná vrata.
Soutěsku vyhloubila řeka Vardar. Dlouhá je 31,5 km a táhne se od města Demir Kapija až po vesnici Udovo, kde se údolí řeky opět rozšiřuje. Patří k nejkratším soutěskám svého typu na území Severní Makedonie. Sama odděluje několik horských celků; na východ od ní začínají pohoří Serta a Gradeška Planina, na západ pohoří Krastavec a Kožuf. Převýšení mezi údolím řeky a vrcholy kopců činí okolo 900 m; některé svahy mohou být strmé až 85 stupňů. Soutěska vznikla působením vody na horniny, které byly zformovány v období mezozoika. Skály jsou z vápence; v severní části má vápenec barvu šedou, která v centrální části přechází v lehce namodralou. V blízkosti soutěsky se nachází celkem třináct jeskyní a v celé oblasti jsou četné krasové útvary.
Demirkapijská soutěska je klíčovým dopravním tahem; vedou tudy hlavní spojnice ze Skopje a Štipu směrem k Gevgeliji a dále do Řecka. Vzhledem k úzkému údolí a nezbytnosti ražby tunelů a stavby mostů však z dlouhodobého hlediska představovala vždy úzké hrdlo z hlediska dopravy na území Severní Makedonie.
Údolím je proto vedena jedna z hlavních makedonských silnic. V dobách existence socialistické Jugoslávie byla tato silnice součástí dálnice Bratrství a jednoty. Na jednom z břehů byla v druhé dekádě 21. století budována rovněž čtyřproudá dálnice a prochází tudy také železniční trať Veles–Gevgelija. 
Během první světové války se o soutěsku strhly tvrdé boje mezi bulharskou armádou na jedné straně a francouzskou a britskou armádou na straně druhé.